# Vinosady
Vinosady ist eine Gemeinde in der Westslowakei mit 1657 Einwohnern (Stand 31. Dezember 2024) unweit der Hauptstadt Bratislava.

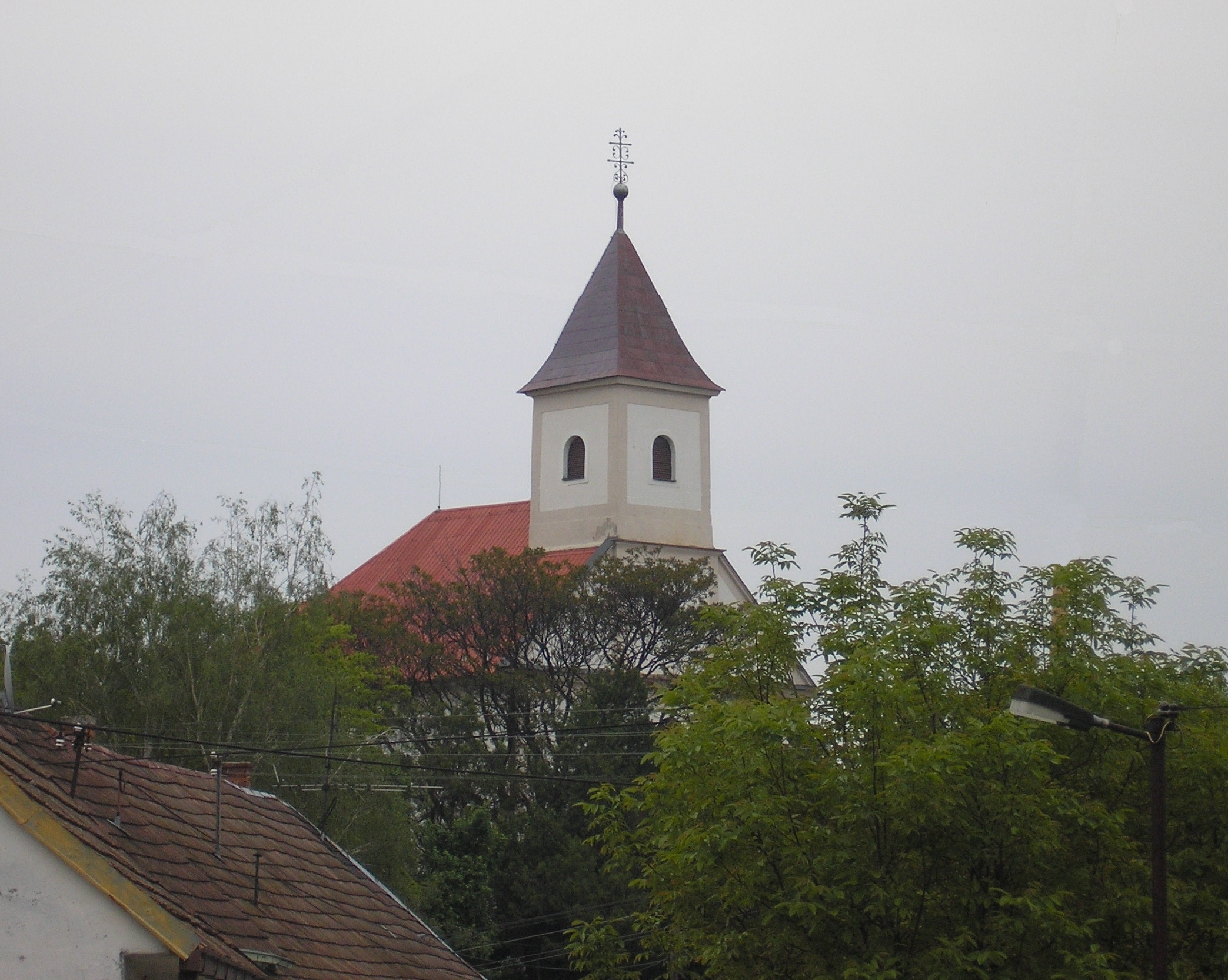
Kirche St. Martin in Vinosady

Der Ort liegt zirka 2 Kilometer nordöstlich der Stadt Pezinok am Fuße der Kleinen Karpaten. Er wurde 1964 durch den Zusammenschluss der Orte Veľké Tŕnie und Malé Tŕnie gegründet, der Name bedeutet wörtlich deutsch „Weingärten“ und bezieht sich auf die zahlreich im und um den Ort vorhandenen Weingärten.
Der Ort Malé Tŕnie (deutsch Terling, ungarisch Terlény) wurde 1208 zum ersten Mal erwähnt und hieß bis 1948 Trlinok. Südwestlich des Ortskernes liegt Veľké Tŕnie (Zuckersdorf, ungarisch Csukárd), bis 1948 hieß der Ort Kučišdorf.

## Bevölkerung
| Jahr                | 1994 | 2004     | 2014     | 2024     |
| ------------------- | ---- | -------- | -------- | -------- |
| Anzahl der Personen | 842  | 1049     | 1276     | 1657     |
| Unterschied         |      | +24,58 % | +21,63 % | +29,85 % |

| Jahr                | 2023 | 2024    |
| ------------------- | ---- | ------- |
| Anzahl der Personen | 1624 | 1657    |
| Unterschied         |      | +2,03 % |